# Philippsburg
Philippsburg là một thị trấn ở huyện Karlsruhe, bang Baden-Württemberg, Đức. Đô thị này có diện tích 50,56 km², dân số thời điểm 31 tháng 12 năm 2005 là 12.562 người.